# Josep Nasi
Josep Nasi   (Lisboa, 1524 (Gregorià) - Constantinoble, 1579 (Gregorià)) fou un jueu portuguès i home d'estat turc, duc de Naxos de 1566 al 1579.
Va néixer vers el 1510 a Portugal on havia fugit la família de les persecucions dels castellans. Josep va haver d'emigrar cap Anvers amb el seu oncle Diogo (Didac Nasi) i allí van entrar en relació amb el banquer Abraham Benveniste, i gràcies a ells es van relacionar amb la cort. Però la necessitat de fingir-se cristià el van impulsar a emigrar a Turquia hi va arribar el 1549 a Venècia.
Nasi va demanar a Venècia una illa per establir als jueus refugiats però la demanda fou refusada. Els jueus foren expulsats de Venècia el 1550. La confiscació de béns a uns parents el van induir a demanar la intercessió del soldà i gràcies a l'influent polític jueu Moisès Hamon, Solimà II es va interessar per l'afer i va veure els avantatges de la instal·lació de famílies jueves a territori otomà. Va aconseguir l'alliberament de Nasi i els familiars que estaven arrestats, i el retorn de les seves propietats. Les negociacions van durar dos anys i Nasi no va poder arribar a Constantinoble fins al 1553.
Aquí va abandonar el seu nom cristià, João Míguez, i va recuperar el seu jueu Josep Nasi, i es va casar amb la seva cosina Reina. Aviat va guanyar influencia a la cort del soldà. A la lluita pel poder dels prínceps Selim i Baiezid es va decantar pel primer i com que Baiezid fou derrotat en la batalla decisiva a Konya, Nasi es va trobar amb el favor de Selim que el va fer membre de la seva guàrdia d'honor i el pare, Solimà li va donar en feu Tiberíades i set llogarets més a Palestina, per ser colonitzats per jueus.
Com a senyor de Tiberíades, Josep va encarregar la feina a Josep ben Adret. Amb força dificultats les muralles foren restaurades el 1565 gràcies al suport del pasha de Damasc. Va fer desenvolupar agrícolament la zona i va fer importacions de Venècia, cridant com a colons a tots els jueus, especialment als expulsats últimament de la campanya romana (el Papa Pau IV no els volia allí) i dels que molts van arribar amb vaixells noliejats per Nasi. Tota la comunitat de Cori a la campanya (200 persones) va emigrar, així com altres d'altres llocs. Quan el papa Pius V va publicar la butla de 26 de febrer de 1569 expulsant als jueus dels seus estats, molts van anar al feu de Nasi.
Selim, el seu amic, va pujar al poder el 1566 al morir el seu pare. Acabava d'ocupar les illes de Naxos, Andros, Milos, Paros, Santorí, i altres i havia deposat al duc Joan IV Crispo que era el seu tributari però del que els seus súbdits grecs no estaven contents. Josep Nasi va enviar a l'illa com a governador al castellà Francisco Coronello perquè era cristià; va abaixar les taxes (el tribut també es va abaixar a 14.000 ducats l'any). També va obtenir algunes avantatges comercials en el comerç de la Mar Negra.
Nasi va romandre influent amb Selim tot i l'hostilitat del gran visir Muhammed Sokolli. Quant Maximilià II, l'emperador (1564-76), va voler fer la pau amb Turquia, va utilitzar els serveis de Nasi al que el seu ambaixador Verantius va omplir de regals. El 1566 Nasi va encoratjar als protestants contra els castellans. Guillem d'Aurenja li va demanar opinió sobre la revolta el 1569 i també que influís en el soldà per declarar la guerra a Castella (cosa que Nasi no va obtenir). Va mantenir correspondència amb Segimon August II de Polònia (1570) pel que va obtenir privilegis comercials.
El setembre de 1569 es va incendiar l'arsenal de Venècia i Nasi va aconsellar d'aprofitar per conquerir Xipre. Els otomans van ocupar Xipre el 1571, i els venecians van respondre amb la conquesta de Naxos.
Des 1569 els francesos no pagaven els 150.000 escuts que es devien a Nasi i aquest va obtenir permís d'agafar naus franceses en aigües turques per assegurar el cobrament del deute. Nasi va capturar alguns vaixells a Alexandria i amb la seva venda es va cobrar. El govern francès va enviar un ambaixador, De Grandchamp, que va aconseguir de fer acusar Nasi de traïció per un tal David (un jueu), però Nasi fàcilment va convèncer el soldà de la seva innocència i lleialtat i David fou desterrat a Rodes i excomunicat pels rabins (més tard Nasi va voler aixecar aquesta mesura quan David es va penedir). El 1573 els venecians van abandonar Naxos i Francisco Coronelo va tornar a l'illa.
Al morir Selim el 12 de desembre de 1574 Nasi va perdre la seva influència però fou mantingut en el càrrec de duc i va governar des del seu castell de Belvedere. Quan va morir el 2 d'agost de 1579, la seva propietat fou confiscada aviat per l'estat i el ducat va deixar d'existir.